# Laetitia Ky
Laetitia Ky est une actrice et artiste ivoirienne féministe qui réalise des sculptures à partir de ses cheveux tressés.

## Biographie
Née à Abidjan en 1996, dans une famille modeste, elle commence à tresser ses cheveux à partir de 5 ans, et adolescente, apprécie les vidéos YouTube et blogs beauté. Elle obtient à 15 ans un baccalauréat littéraire et commence des études de commerce à l'Institut National Polytechnique de Yamoussoukro.
En 2016, elle commence à réaliser des sculptures en tressant ses cheveux, et à en poster des photographies sur les réseaux Instagram, Facebook et Twitter. Elle réalise ses tresses en y incorporant divers matériaux : fils de métal, cintres, fils, wax ou extensions capillaires. Le féminisme est une de ses sources d'inspiration, notamment au moment du mouvement #MeToo,. Parmi ses inspirations dans la mode, elle cite Jean-Paul Gaultier, et se déclare afro-punk (en).
Elle appelle « KY braids » les tresses qu'elle réalise avec du wax, et organise en 2017 un premier atelier pour transmettre ses techniques, au café Bushman d'Abidjan. La même année, elle collabore avec la chanteuse Di'Ja en lui faisant ses tresses pour un shooting photo.
En 2018 elle lance une marque de vêtements, Kystroy, mêlant wax et jean effiloché.
Elle travaille parfois avec des marques de mode pour promouvoir leurs produits à l'aide de ses sculptures de cheveux, comme avec la marque de chaussures éthiques Umòja fin 2019, Marc Jacobs en 2020, Giuseppe Zanotti en 2021, ou encore avec Apple.
Elle joue dans le film La Nuit des rois de Philippe Lacôte, sélectionné pour la Mostra de Venise de 2020 dans la section Orizzonti. Elle présente avec Philippe Lacôte le film au Festival du film francophone d'Angoulême, où il reçoit le Valois de la réalisation et le Valois de la musique.
À l'automne 2021, elle tourne dans le film Disco Boy du réalisateur italien Giacomo Abbruzzese, avant de publier le 5 avril 2022, aux éditions Princeton Architectural Press, un livre intitulé Love and Justice: A Journey of Empowerment, Activism, and Embracing Black Beauty, où elle revient sur son parcours et ses convictions,.
Elle participe en 2022 à la Biennale de Venise, au sein de la délégation ivoirienne,. Benjamine des six artistes de cette délégation, elle y expose des photos de ses sculptures capillaires et apparait lors du vernissage en ayant sculpté sa chevelure en bouquet de fleurs.
Elle est représentée par la galerie italienne Lis10 à Arezzo et Paris,.

## Prix et distinctions
Elle fait partie en 2018 des vingt jeunes les plus prometteurs distingués par le classement On The Rise Côte d’Ivoire. Elle reçoit la même année l'un des trois prix Jeunesse Francophone 35.35 de la catégorie Blog, influence digitale et innovation media. Elle fait partie des 100 nouveaux talents à suivre en 2019 d'après le magazine Paper. Fin 2019, elle remporte la première édition de la catégorie Création Digitale du concours Edite Model Look, organisée en partenariat avec l'application TikTok.
En 2020, elle fait partie des finalistes de la catégorie « Instragrammers » de la douzième édition des Shorty Awards,.
Elle entre en 2021 dans le Livre Guinness Book des records comme personne ayant réalisé le plus de sauts à la corde avec ses propres cheveux. Elle a réalisé ce record le 2 mars 2021 à Abidjan. 
À l'automne 2021 elle est nommée dans la catégorie « Femme de l'art » des PRIMUD, Prix international des musiques urbaines et du coupé décalé.